# Vicente Miera
Vicente Miera Campos, noto semplicemente come Vicente Miera (Santander, 10 maggio 1940), è un allenatore di calcio ed ex calciatore spagnolo, di ruolo difensore.

## Carriera

### Calciatore
La carriera da calciatore di Miera inizia nel 1957 tra le file del Rayo Cantabria, dove rimane per due anni prima di passare al Racing Santander. Gioca nel Racing per altre due stagioni, al termine delle quali passa al Real Madrid, dove rimane fino al 1969 e con cui vince sette volte il campionato, una Copa del Rey e una UEFA Champions League, nel 1965-1966. Negli ultimi due anni di carriera gioca nello Sporting Gijón. Si ritira nel 1971.
Con la Nazionale spagnola ha giocato una sola partita, nel 1961.

### Allenatore
Nella stagione 1986-87 fa una breve parentesi sulla panchina dell'Atlético Madrid, ma viene contestato per gli scarsi risultati e per il suo passato da madridista.
Vicente Miera debuttò come CT della Nazionale spagnola nel settembre 1991, allenando la propria nazionale contro i Sudamericani dell'Uruguay.
Come CT della nazionale spagnola non riuscì a portare la propria squadra all'Europeo 1992 giocato in Svezia, riuscì però a vincere la medaglia d'oro alle Olimpiadi di Barcellona 1992.

## Palmarès

### Giocatore

#### Competizioni nazionali
- Campionato spagnolo: 7

Real Madrid: 1961-1962, 1962-1963, 1963-1964, 1964-1965, 1966-1967, 1967-1968, 1968-1969
- Coppa di Spagna: 1

Real Madrid: 1961-1962

#### Competizioni internazionali
- Coppa dei Campioni: 1

Real Madrid: 1965-1966

### Allenatore
- Oro olimpico: 1

Barcellona 1992